# Dasysphinx flavibasis
Dasysphinx flavibasis là một loài bướm đêm thuộc phân họ Arctiinae, họ Erebidae.